# Lahn (Plätt)
Als Lahn, Plätt, Plätte oder Rausch bezeichnet man einen platt gewalzten (geplätteten) Draht aus Gold, Silber oder einem anderen Metall.

## Verwendung
Lahn wird zum Verzieren von Borten, Säumen oder Fransen verwendet. Lahn wurde vor allem bei Klosterarbeiten verwendet.
Wenn mit Lahn ein textiler Trägerfaden umwickelt wird, so entsteht ein Lahnfaden oder Lahnlitze.

## Herstellung
Lahn wird mittels einer sogenannten Drahtplattmühle hergestellt, zwischen deren zwei Walzen der Draht geplättet werden kann.